# Aleksander Ivanovič Juškov
Aleksander Ivanovič Juškov (rusko Александр Иванович Юшков), ruski general, * 1773, † 24. junij 1859, Penza.
Bil je eden izmed pomembnejših generalov, ki so se borili med Napoleonovo invazijo na Rusijo; posledično je bil njegov portret dodan v Vojaško galerijo Zimskega dvorca.

## Življenje
23. januarja 1792 je vstopil v dvorni Preobraženski polk; 22. decembra 1798 je bil povišan v zastavnika in leta 1800 v poročnika. Leta 1807 je sodeloval v kampanji v Prusiji. 
22. februarja 1810 je bil povišan v polkovnika in imenovan za bataljonskega poveljnika v Preobraženskem polku. Med patriotsko vojno leta 1812 se je izkazal, tako da je bil 15. septembra 1813 povišan v generalmajorja; 28. septembra istega leta pa je bil imenovan za poveljnika Jakutskega polka, nato pa še za brigadnega poveljnika v 9. pehotni diviziji. 
Po koncu vojne se je leta 1814 vrnil na Poljsko, od koder je bil za tri leta ponovno poslan nazaj v Francijo; v tem času je poveljeval 2. brigadi 27. pehotne divizije. 21. marca 1816 je bil imenovan za poveljnika 9. pehotne divizije. 22. februarja 1819 je postal poveljnik 2. brigade 15. pehotne divizije, nato pa je poveljeval 2. brigadi 8. pehotne divizije in od 8. junija 1821 je bil poveljnik 3. brigade 15. pehotne divizije.
24. oktobra 1824 je postal divizijski poveljnik 5. pehotne divizije; za zasluge je bil 22. avgusta 1826 povišan v generalporočnika. Med rusko-turško vojno 1828–29 se je izkazal v bojih na Balkanu.  
23. oktobra 1835 je bil odpuščen iz vojaške službe.